# Samojediska språk
Samojediska språk är i likhet med de finsk-ugriska språken en undergrupp till den uraliska språkfamiljen. Språken är utbredda i mellersta Sibirien, längs Jenisej och Ob, samt (nenetsiska) på tundran från Tajmyrhalvön till Kaninhalvön, enstaka nenetser även på Kolahalvön och förr på Novaja Zemlja. 
- Nordsamojediska språk
  - (tundra)nenetsiska
  - skogsnenetsiska
  - entsiska
  - nganasaniska
  - matoriska (i Sajanska bergen, utdött på 1800-talet)
- Sydsamojediska språk
  - sölkupska
  - kamassiska (utdött sedan 1989)

Sammanlagt beräknas de samojediska språken ha ungefär 30 000 talare.